# Neogale frenata
Neogale frenata (syn. Mustela frenata) — ссавець, дрібний хижак з родини мустелові (Mustelidae).

## Етимологія
Видовий епітет frenata походить від лат. fraenum — «вуздечка», що пов'язують з "відмітинами" на обличчі.

## Середовище проживання
Країни поширення: Беліз, Болівія, Бразилія, Канада, Колумбія, Коста-Рика, Еквадор, Сальвадор, Гватемала, Гондурас, Мексика, Нікарагуа, Панама, Перу, США, Венесуела.
Живуть у найрізноманітніших місцях проживання, як правило, поблизу води. Сприятливі середовища проживання включають кущисті території та рідколісся, окрайці полів, прибережні луки, болотисті місцевості й болота. Терпимі до безпосередньої близькості людини.

## Морфологія

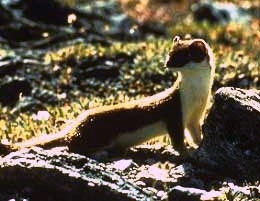
загальний вигляд

Голова і тіло довжиною 180-320 мм, хвіст довжиною 115-207 мм, задні ступні довжиною 35-55 мм, вуха довжиною 10-20 мм, вага 80-340 грам.
Зубна формула: I 3/3, C 1/1, P 3/3, M 1/2 = 34.
Голова, шия і тулуб подовжені, ноги короткі. Очі та вуха маленькі. Спинний хутро шоколадно-коричневе, блискучий і однорідне на вигляд. Може бути присутнє біле лицьове маркування. Підборіддя і горло кремово-білі, що переходить на блідо-жовтий або блідо-помаранчевий на животі. Хвіст короткий, з чорним кінчиком, міцний і густо запушений. Поверхні підошов ніг волохаті. Самці приблизно в два рази більші самиць.

## Поведінка
Солітарний, хоча й більш соціальний, де видобуток в достатку і середовище проживання оптимальне. Домашній діапазон варіює від 4 до 120 га і може перекриватися. Нори знаходяться в покинутих норах, зроблених іншими ссавцями, в ущелинах скель, порожнистих пнях або просторі між коріннями дерев, одна особина може використовувати декілька сховок. Її раціон складають в основному гризуни й інші дрібні ссавці. У першу чергу Мустела довгохвоста нічна, але часто активна вдень. Може лазити і плавати, але, мабуть, не так добре, як Mustela erminea.

## Відтворення
Парування відбувається в липні і серпні, але імплантація заплідненої яйцеклітини в порожнину матки затримується приблизно до наступного березня. Ембріональний розвиток триває потім протягом приблизно 27 днів до пологів, що бувають у квітні або травні. Загальний термін вагітності — 205-337 днів.
Середнє число дитинчат шість, діапазон становить від трьох до дев'яти. Молодь важить близько 3,1 грамів при народженні, відкриває очі за 35-37 днів і відіймається від грудей у віці 3,5 тижні. Батько, як повідомляється, допомагає в турботі за молодим поколінням.
Основні хижаки: Vulpes vulpes, Urocyon cinereoargenteus, Bubo virginianus, Bubo scandiacus, Strix varia, Buteo lagopus, Accipiter gentilis, Canis latrans, Martes americana, Lynx rufus, свійські пси й коти, у меншій мірі — змії: Agkistrodon piscivorous і Crotalus.

## Генетика
Диплоїдне число хромосом — 2n=42, фундаментальне число — FN=66. Є 22 пари метацентричних і субметацентричних хромосом і 18 пар акроцентричних аутосомних хромосом. X- та Y-хромосоми субметацентричні.